# Aljubarrota (vila)
Aljubarrota é uma vila histórica portuguesa situada na freguesia de Aljubarrota de que é sede, no município de Alcobaça.
A povoação de Aljubarrota foi vila e sede de concelho até ao início do século XIX. Recuperou o estatuto de vila em 2 de julho de 1993 pela Lei n.º 30/93.
A freguesia de que é sede foi constituída em 2013, no âmbito de uma reforma administrativa nacional, pela agregação das antigas freguesias de Prazeres de Aljubarrota e São Vicente de Aljubarrota.

## Origens de Aljubarrota
Ainda não se conhece exatamente quando surgiu a povoação de Aljubarrota, devendo o povoamento da região remontar ao período neolítico, existindo em Carvalhal de Aljubarrota uma estação neolítica.
Quanto à origem no nome, num relatório paroquial da Igreja de Nossa Senhora dos Prazeres, pode ler-se:
"Aljubarrota, que no arábigo quer dizer campina aberta, há uma vila antiquíssima, ... e sem embargo que não há certeza da sua fundação; poucos annos, lá se descobrio junto della numa pedra, da qual já não há notícia, por onde constava ser a sua fundação, dos tempos dos romanos...".
Sabe-se que próximo de Aljubarrota existiu uma grande cidade romana a que chamavam Arruncia. No Dicionário Corographico de Portugal Continental e Insular pode ler-se: "Defronte da villa a 200 metros de distância veem-se alguns vestígios da antiquíssima igreja de Santa Marinha (ainda veem no adro sepulturas de eras remotíssimas, com dizeres e instrumentos agrícolas esculpidos). Teem-se aqui achado moedas romanas de prata."
O nome Aljubarrota terá muito provavelmente origens árabes, povo que durante a sua longa ocupação terá denominado a povoação de Aljobbe (que significa poço, cisterna ou cova funda) que mais tarde derivou para Aljubarota.
O Rei D. Afonso Henriques, nas doações de 1153 e 1183, chama a este povoado Aljamarôta.

## História
Aljubarrota foi sede de concelho até à reorganização administrativa de 1855. Recuperou o estatuto de vila em 2 de julho de 1993.
No final do séc. XII, foi uma das treze vilas que constituíam os Coutos da Abadia Cisterciense de Alcobaça fundados em 1147 por D. Afonso Henriques. Aljubarrota era então a única vila dos coutos que tinha a regalia de ter fornos de cozer pão e lagares de vinho próprios.
Em 1316 foi concedido foral pelo Abade de Alcobaça.
A 14 de Agosto de 1385 ocorre a celebre Batalha de Aljubarrota entre os exércitos português e castelhano, tendo o exército português sob o comando de D. João I e Nuno Álvares Pereira mantido a desejada Independência Nacional.
Em 1514, o Rei D. Manuel I renova a carta de foral e concede o estatuto de vila, deixando então de prestar vassalagem aos monges de Cister.
Em 1833, com a extinção da Ordem de Cister, Aljubarrota perde importância administrativa em relação a Alcobaça, acabando por perder o estatuto de sede de concelho em 1855, fazendo actualmente parte do concelho de Alcobaça.

## Orago
A vila de Aljubarrota pertence à Paróquia de Aljubarrota que tem por oragos Nossa Senhora dos Prazeres e São Vicente.

## Economia
Nos tempos atuais Aljubarrota voltou à categoria de Vila, sendo, para além do seu peso histórico, o centro de uma zona rica pela sua atividade económica, não só agrícola (vinhos e fruta de grande qualidade), como também industrial, tendo relevo as prósperas unidades de porcelanas, cerâmicas de construção, bem como a extração e laboração de pedras, de designação consagrada, tais como "Ataíja" e "Moleanos".

## Património
A vila de Aljubarrota conserva características da traça medieval, com muitos prédios que não ultrapassam o primeiro andar e onde se destaca o uso de cantarias, colunas, janelas de geometria vária e cor branca nas paredes. É assim rica em motivos arquitetónicos, memórias históricas e pedras ancestrais, que constituem um museu vivo da História portuguesa. Destacam-se:
- Igreja Paroquial de São Vicente de Aljubarrota
- Igreja Paroquial de Nossa Senhora dos Prazeres
- Igreja da Misericórdia
- Rua Direita
- Janela Manuelina
- Poço Medieval
- Edifício sede da Junta de Freguesia de Nossa Senhora dos Prazeres, na Praça do Pelourinho, constitui um dos mais belos conjuntos do país, no género.[4]

## Locais de Interesse Turístico
Em Aljubarrota e na freguesia de que é sede podem visitar-se:
- Capela de São Pedro
- Capela de Santo Amaro
- Capela de S. Romão
- Capela da Boavista
- Ermida de Santa Teresa
- Ermida de Nossa Senhora da Graça
- Ermida de Nossa Senhora das Areias
- Capela Nossa Senhora do Carmo
- Capela Nossa Senhora da Piedade
- Ponte Romana do Carvalhal

## Personalidades
Foi em Aljubarrota que, no século XVIII nasceu Eugénio dos Santos, o arquitecto português responsável pela reconstrução da Baixa Pombalina de Lisboa após o terramoto de 1755.